# И никого не стало (телесериал, 2015)
 И никого не стало  (англ. And Then There Were None) — британский мини-сериал в жанре драмы и триллера, снятый в 2015 году по мотивам романа Агаты Кристи «Десять негритят». Премьерный показ сериала состоялся с 26 декабря по 28 декабря 2015 года на телеканале «BBC One».
Это первая англоязычная экранизация, использующая оригинальную концовку романа, но в то же время сохраняющая всё ту же политкорректность поздних переизданий романа — вместо негритят из оригинальной британской публикации здесь использованы солдатики (такой вариант используется во многих современных англоязычных изданиях романа).

## Сюжет
В августе 1939 года некие мистер и миссис Оним приглашают на маленький изолированный Солдатский остров у побережья графства Девон восьмерых гостей, не знакомых друг с другом. На острове их встречает недавно нанятая прислуга — Томас и Этель Роджерс, однако хозяева дома отсутствуют. За обедом гости замечают, что в центре стола выставлены фигурки десяти солдатиков. Немного погодя Томас Роджерс ставит пластинку, на которой, как оказалось, были записаны обвинения каждого из присутствующих в убийствах, оставшихся безнаказанными. Вскоре один из гостей умирает, за чем следует цепочка загадочных смертей, произошедших в точном соответствии с детской считалкой о десяти солдатиках. С каждой новой жертвой количество солдатиков на столе сокращается. Гости ведут расследование, пытаясь обнаружить преступника, скрывающегося среди них самих — пока не стало слишком поздно...

## В ролях
- Дуглас Бут — Энтони Марстон (серия 1): водитель, сбивший двоих детей.
- Бёрн Горман — детектив-сержант Уильям Блор (серии 1—3): до смерти избил заключённого в тюремной камере.
- Мейв Дермоди — Вера Клейторн (серии 1—3): гувернантка, которая не спасла тонущего ребёнка.
- Чарльз Дэнс — Лоуренс Уоргрейв (серии 1—3): судья, вынесший приговор смертной казни человеку, с которым, по слухам, сводил личные счёты.
- Анна Максвелл Мартин — Этель Роджерс (серия 1): получила обвинение в убийстве прежней хозяйки.
- Сэм Нилл — генерал Джон Макартур (серии 1—2): убил подчинённого офицера, который был любовником его жены.
- Миранда Ричардсон — Эмили Брент (серии 1—2): выгнала из дома свою забеременевшую служанку, доведя её до самоубийства.
- Тоби Стивенс — доктор Эдвард Армстронг (серии 1—3): виновен в смерти пациентки, которую оперировал в нетрезвом виде.
- Ноа Тейлор — Томас Роджерс (серии 1—2): совершил убийство прежней хозяйки.
- Эйдан Тёрнер — Филипп Ломбард (серии 1—3): убил 21 человека в Восточной Африке ради бриллиантов.

## Список серий
| № | Название               | Режиссёр       | Автор сценария | Дата премьеры   | Зрители UK (млн) |
| --- | ---------------------- | -------------- | -------------- | --------------- | ---------------- |
| 1 | «Эпизод 1» «Episode 1» | Крейг Вивейруш | Сара Фелпс     | 26 декабря 2015 | 9.56             |
| В августе 1939 года на Солдатский остров прибывают восемь незнакомцев, большинство из которых якобы были приглашены старыми друзьями или нынешними предполагаемыми владельцами, мистером и миссис Оним. Хозяев нет, но есть прислуга: Томас и Этель Роджерс, супружеская пара. «Гости» находят копию детского стихотворения «Десять маленьких солдат» в каждой из своих комнат и десять нефритовых фигурок на обеденном столе. После ужина мистер Роджерс, следуя данным ему указаниям, проигрывает граммофонную пластинку: на ней все гости, а также мистер и миссис Роджерс, названы виновными в смерти или смертях, от наказания за которые они уклонились. Один из гостей (Блор) оказывается самозванцем, использующим другое имя. Восемь гостей опровергают выдвинутые против них обвинения, а Филипп Ломбард и Энтони Марстон — нет. Вскоре после этого Марстон умирает от джина, отравленного цианидом, как и первый маленький солдат из стихотворения. На следующий день кухарка миссис Роджерс была найдена мертвой в своей постели, что соответствует второму абзацу стихотворения. Вера Клейторн показывает доктору Армстронгу, что две фигурки в столовой исчезли.  |                        |                |                |                 |                  |
| 2 | «Эпизод 2» «Episode 2» | Крейг Вивейруш | Сара Фелпс     | 27 декабря 2015 | 8.45             |
| Отравление обеих жертв вызывает подозрения касательно доктора Армстронга, у которого обыскивают сумку. По мере того как на острове ведется охота на таинственного мистера Онима, начинает проясняться природа выдвинутых на записи обвинений: Филипп Ломбард подтверждает, что убил 21 африканца за бриллианты, Эмили Брент рассказывает о своей бывшей служанке Беатрис Тейлор, которую она выгнала на улицу, а генерал Макартур впадает в безумие, искалеченный чувством вины за убийство своего подчиненного и любовника жены Генри Ричмонда. После того как генерала находят с разбитой головой, оставшиеся семеро понимают, что тот, кто оставил таинственное послание, твёрдо намерен привести угрозу в исполнение. Уоргрейв выдвигает теорию, что убийца — один из них. После того как дворецкий, мистер Роджерс, был найден зарубленным топором, а мисс Брент была найдена смертельно раненной в шею своей собственной спицей для вязания, пятеро выживших объединяются, чтобы обыскать все комнаты и имущество, разоблачить убийцу и спасти себя. |                        |                |                |                 |                  |
| 3 | «Эпизод 3» «Episode 3» | Крейг Вивейруш | Сара Фелпс     | 28 декабря 2015 | 8.33             |
| Судья Уоргрейв, одетый в свою форму, найден в кресле с огнестрельным ранением головы. Армстронг объявляет его мертвым. Оставшаяся четвёрка устраивают безумную вакханалию с алкоголем и наркотиками. Вера и Филипп занимаются сексом. Ночью Армстронг выходит из дома, заставляя остальных троих поверить в то, что он убийца. Блор попадает в засаду и смертельно ранен убийцей, который затем частично накрывает его тело ковриком из медвежьей шкуры. Тело Армстронга выносит на берег приливом. Вере удается хитростью завладеть пистолетом Филиппа, и когда он бросается на неё, она застреливает его. В бреду она возвращается в свою комнату, где её уже ждет петля, и в трансе она начинает повешение. Затем входит Уоргрейв, вполне живой, и рассказывает, как он хотел создать неразрешимую тайну и наказать виновных. Вера пытается торговаться с судьёй, но он вытаскивает из-под неё стул и оставляет её умирать от удушья. Вернувшись в столовую, где накрыл стол на двоих, он заряжает револьвер последней пулей и стреляет в себя. Револьвер отскакивает и попадает в другую часть стола, тем самым создавая предположительно неразрешимую загадку для полиции. |                        |                |                |                 |                  |

## Комментарии
1. 1 2 3  28 day data